# در آغوش شب بمبئی
در آغوش شب بمبئی (انگلیسی: Bambai Raat Ki Bahon Mein) یک فیلم به کارگردانی خواجه احمد عباس است که در سال ۱۹۶۷ منتشر شد.